# ستيفان شفارتش
ستيفان شفارتش (بالسويدية: Stefan Schwarz)‏ (مواليد 18 أبريل 1969) هو لاعب كرة قدم. يلعب مع منتخب السويد لكرة القدم. سبق له أن لعب في كأس العالم لكرة القدم مع منتخب بلاده.

## روابط خارجية
- ستيفان شفارتش على موقع الاتحاد الدولي (مؤرشف)  (الإنجليزية)
- ستيفان شفارتش على موقع الاتحاد الأوربي (الإنجليزية)
- ستيفان شفارتش على موقع قاعدة بيانات كرة القدم.إي يو (الإنجليزية)
- ستيفان شفارتش على موقع ناشيونال فوتبول تيمز (الإنجليزية)
- ستيفان شفارتش على موقع Soccerway.com (الإنجليزية)
- ستيفان شفارتش على موقع عالم كرة القدم.نت (الإنجليزية)